# 黑森号战列舰
黑森号战列舰为德意志帝国海军所建造的五艘不伦瑞克级前无畏战列舰的三号舰，自1902年开始进行龙骨架设，翌年9月下水，至1905年9月投入舰队服役。以当时的黑森大公国命名，装备有四门280毫米40倍径速射炮，最高速度为18節（33每小時）。如同世纪之交建造的所有其他前无畏舰一样，随着英国革命性的无畏号于1906年下水，黑森号很快便被淘汰；因此，它在德国舰队中的运用十分有限。
黑森号在和平年代的役期主要专注于分舰队与舰队的演练和训练巡航。它曾两度遭遇意外碰撞，分别是1911年与一艘丹麦轮船和1913年与一艘德国鱼雷艇相撞。黑森号原定于1914年8月退役，但7月第一次世界大战的爆发打断了这一计划，它仍在公海舰队服役。在最初的两年里，该舰履行过多种职责，在易北河口担任警戒舰、在丹尼斯海峡巡逻、支援对英国海岸的袭击——包括1914年12月的突袭斯卡布罗、哈特尔浦及惠特比，以及1916年4月的炮击雅茅斯及洛斯托夫特。接下来的一个月，黑森号参加了战争中规模最大的日德兰海战；期间在5月31日主力舰之间的最后一次日间行动中，它与第二战列分舰队的其它前无畏舰掩护了从英国战列巡洋分舰队撤退的德国大巡洋舰。
日德兰之役暴露了像黑森号这类前无畏舰在面对更现代化的武器时的诸多不足，因此它与第二分舰队的其余舰只都被撤出舰队。该舰于1916年12月退役，被解除武装，并充当供应母舰使用直至一战结束。黑森号是德国根据《凡尔赛条约》获准保留的少数几艘过时战列舰之一。重新武装后，它于1920年代至1930年代初在舰队中服役，至1934年退出前线。第二年，黑森号被改装为无线电控制的靶舰。它在第二次世界大战期间一直担任此职，也曾在波罗的海及北海担任破冰船。1946年二战结束后，该舰被割让予苏联，并更名为目标号（俄语：Цель），服役至1960年报废。

## 设计

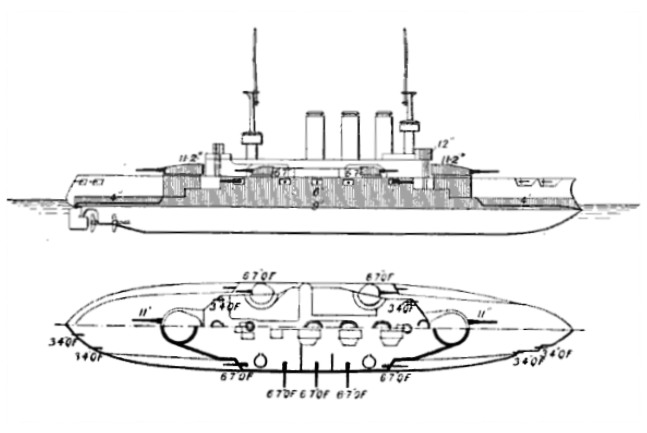
不伦瑞克级舰只线条画

1900年，由海军中将阿爾弗雷德·馮·鐵必制主导的第二部《舰队法》获得帝国议会通过，德意志帝国海军从而获得拨款用于建造建造一个全新的战列舰船级，以接替在1898年第一部《舰队法》中批准的维特尔斯巴赫级战列舰。此时，帝国海军的舰炮供应商克虏伯已经开发出口径达280毫米的速射炮；而此前采用该技术的最大口径炮仅为装备在维特尔斯巴赫级舰上的240毫米炮。海军办公室的设计部门为新战列舰采纳了280毫米炮，同时副炮口径也从150毫米增加至170毫米，原因是随着鱼雷的发展日益高效，鱼雷艇的威胁也越来越大。
尽管不伦瑞克级标志着德国早期战列舰的显著改进，但其设计依然在20世纪初的技术快速发展中成为牺牲品。1906年12月，即黑森号入役一年多后，配备十门12英寸（300）炮的英国战列舰无畏号入役，无畏舰的革命性设计使得当时德意志帝国海军的所有主力舰都沦为过时，其中便包括黑森号及其姊妹舰。
黑森号的水线长度和全长分别为126米和127.7米，有22.2的舷宽和8.1米的前吃水。其标准排水量为13208吨，满载排水量可达14394吨。标准船员编制则为35名军官及708名水兵。舰只配备了三台三缸立式三胀蒸汽机来驱动三副螺旋桨。蒸汽由八台海军式水管锅炉和六台筒形锅炉供应，全为燃煤式。黑森号的动力装置可产生的额定功率为12,000千瓦特（16,000匹公制馬力），最高速度达18節（33每小時）。它可以10節（19每小時）的巡航速度行驶4,530海里（8,390）。
黑森号的主炮为四门280毫米40倍径速射炮，它们安装在分居中央舰艛前后两端的两座双联装炮塔内。副炮则包括十四门170毫米40倍径速射炮和十八门88毫米45倍径速射炮。武器套件中还有六具450毫米鱼雷发射管，其中艏、艉两端各一具，两边舷侧各两具，均置于船体的水下部分。舰只受到克虏伯生产的渗碳装甲保护。其装甲带的厚度从110毫米至250毫米不等；舰舯堡垒部分有较厚的装甲，以保护弹药舱及轮机舱，而船体两端则覆以较薄的板材。它的甲板厚度为40毫米，主炮炮塔的装甲则有250毫米厚。

## 服役历史

### 战前生涯
黑森号于1902年1月15日在基尔的日耳曼尼亚船厂开始铺设龙骨，工程编号为100。作为同级的三号舰，它是以合同代号“L”作为新增编入舰队的单位进行订购。黑森号于1903年9月18日下水；黑森公主伊莲妮主持为舰只命名，而其长兄——黑森大公恩斯特·路德维希则在下水仪式上发表演说。舰只于1905年5月16日开始在船厂展开海试，至同年9月19日投入使用。帝国海军随即对舰只进行自己的海试，并将其编入活动舰队的第二分舰队。试航一直持续至1906年3月4日，此时黑森号已加入了其所在的部队，使该分舰队达到了规定的8艘战列舰的规模。这一年的日程被分舰队和舰队的训练演习所占据，包括7月和8月前往挪威海域的夏季巡航。每年秋季的年度训练则于8月下旬至9月举行，舰队在埃肯弗德实施了登陆作战。进一步的舰队演习于11月在北海进行。
1907年2月16日，活动舰队更名为公海舰队。在北海的舰队演习跟随于1907年初进行，其中包括前往斯卡恩的巡航和在基尔对主海军基地实施模拟攻击。进一步的演习在5月至6月间举行，之后舰队巡航前往挪威。回国后，黑森号于8月初前往斯维内明德，在那里，俄国沙皇尼古拉二世搭乘自己的游艇标准旗号检阅了德国舰队。此后，舰队每年都会召集秋季演习，由舰队大部于8月及9月举行。但这一年的演习被迫推迟，以配合德皇威廉二世在希利希锚区进行由112艘军舰组成的大型海上阅兵。在下一年的秋季演习中，舰队先是在北海操练，然后与陆军第九军在阿彭拉德周边进行联合演习。黑森号还凭借出色的射术赢得了第二分舰队的“凯撒射术奖”（Kaiser's Schießpreis）；其当时的枪炮官为海军上尉阿道夫·馮·特羅塔。11月，舰只参加了在卡特加特海峡的部队训练。

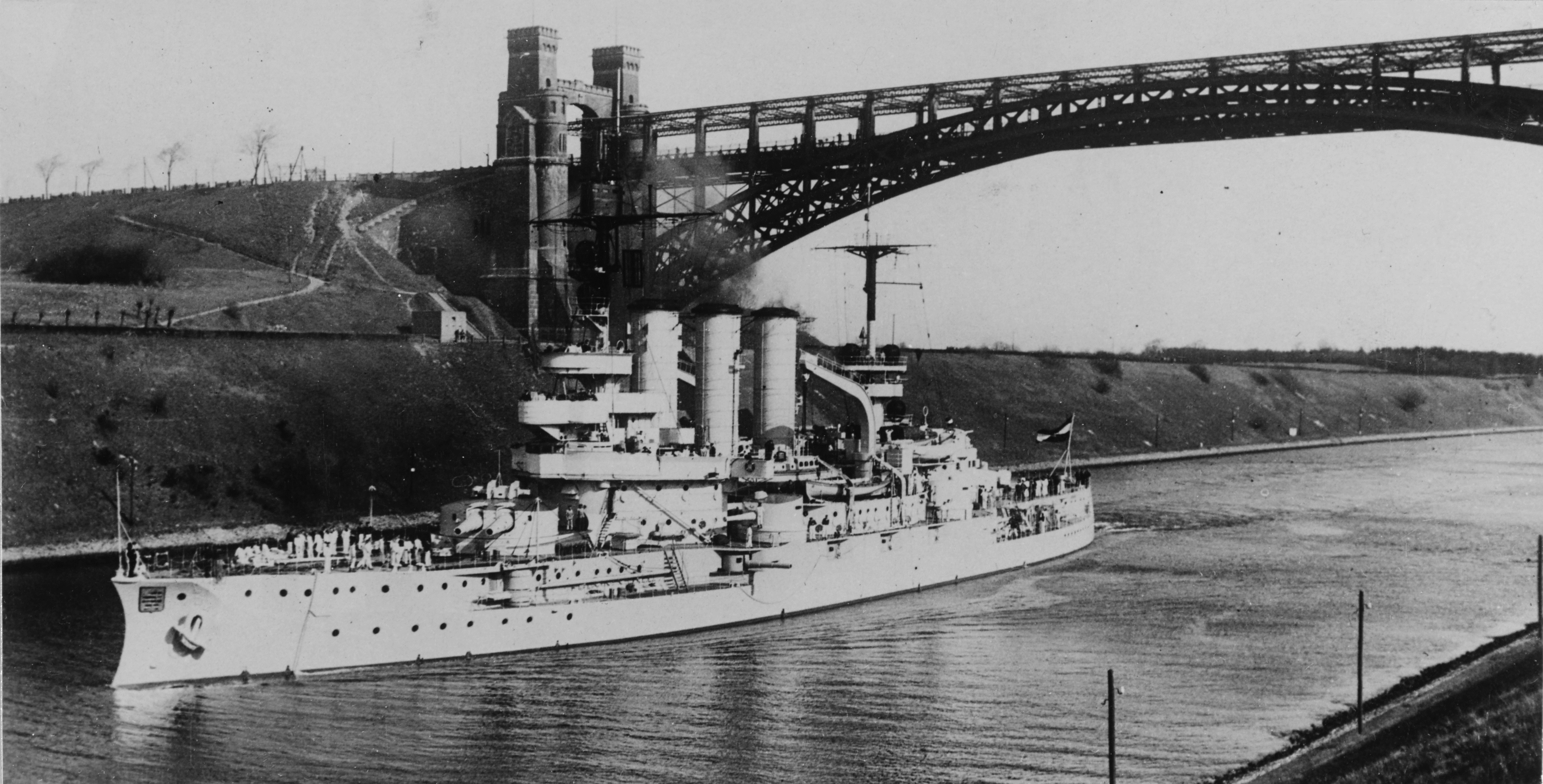
黑森号通过威廉皇帝运河的勒文绍高桥

黑森号参加了1908年2月在波罗的海的舰队演习和5－6月在黑尔戈兰岛外围的更多舰队训练。7月，黑森号随舰队余部驶入大西洋展开大型训练巡航。时任公海舰队总司令的海军上将海因里希亲王在往年曾力推类似的巡航，认为这将使舰队为海外行动做好准备，并可打破仅在德国水域训练的单调局面——尽管英德两国已在不断发展的海军军备竞赛上关系高度紧张。舰队于7月17日从基尔出发，穿过威廉皇帝运河进入北海，并继续前往大西洋。航行期间，黑森号曾在加那利群岛的圣克鲁斯-德特内里费作停留。舰队于8月13日返回德国。秋季演习随后则从8月27日至9月12日举行。同年晚些时候，舰队还巡访了德国的沿海城市，以答谢民众对海军增加开支的支持。接下来的1909年与前一年的模式大致相同。从7月7日至8月1日展开了进入大西洋的另一次巡航，在此期间，黑森号是在西班牙的费罗尔作停留。而在返回德国途中，公海舰队在斯皮特海德受到了英国皇家海军的迎接。同年末，海军上将亨寧·馮·霍爾岑多夫接任公海舰队总司令。他的任期被烙上了战略实验的印记，这是由于水下武器造成的威胁日益增加，而新的拿骚级战列舰太宽而无法通过威廉皇帝运河。因此，舰队驻地于1910年4月1日从基尔转移至威廉港。
1910年5月，舰队在挪威和丹麦之间的卡特加特海峡进行了训练演习。此举符合霍尔岑多夫的战略，他设想将英国皇家海军吸引至那里的狭窄水域。年度夏季巡航是前往挪威，随后是舰队训练，期间还于8月29日在但泽举行了另一次海上阅兵。进入波罗的海的训练巡航于年底进行。1911年3月，舰队在斯卡格拉克海峡和卡特加特海峡进行了舰队训练。黑森号及舰队余部还于6月和7月在基尔分别接见了英国和美国的海军分舰队。这一年的秋季巡航仅限于驶至波罗的海和卡特加特海峡。在1911年8月23日的舰队训练时，黑森号意外撞沉了丹麦轮船阿斯克松德号，但后者船员全数获救，无人受伤；黑森号本身则在碰撞中毫发无损。此外，另一次海上阅兵是在演习期间为来访的奥匈帝国使团而举行，检阅者包括奥匈皇储弗朗茨·斐迪南大公及海军总司令鲁道夫·蒙特库科利。
由于1911－12年的冬季异常寒冷，黑森号于2月被临时委派担当紧急破冰船，前往小贝尔特海峡以营救受重冰威胁的船只。在1912年中期，由于阿加迪尔危机，夏季巡航仅限于波罗的海，以避免在与英国和法国的紧张局势加剧期间暴露舰队。1913年7月，黑森号与鱼雷艇G-110号相撞。后者受损严重，虽未沉没，却有3名官兵丧生。该艇连同其幸存的船员被拖回基尔，黑森号则在事故中的损伤则不严重。年度夏季巡航于1913年重返挪威海域，次年亦是如此。1914年上半年是太平无事的，唯一值得注意的事件是黑森号于5月2日到访森讷堡，参加在普丹战争中迪伯尔战役胜利50周年的纪念活动。

### 第一次世界大战

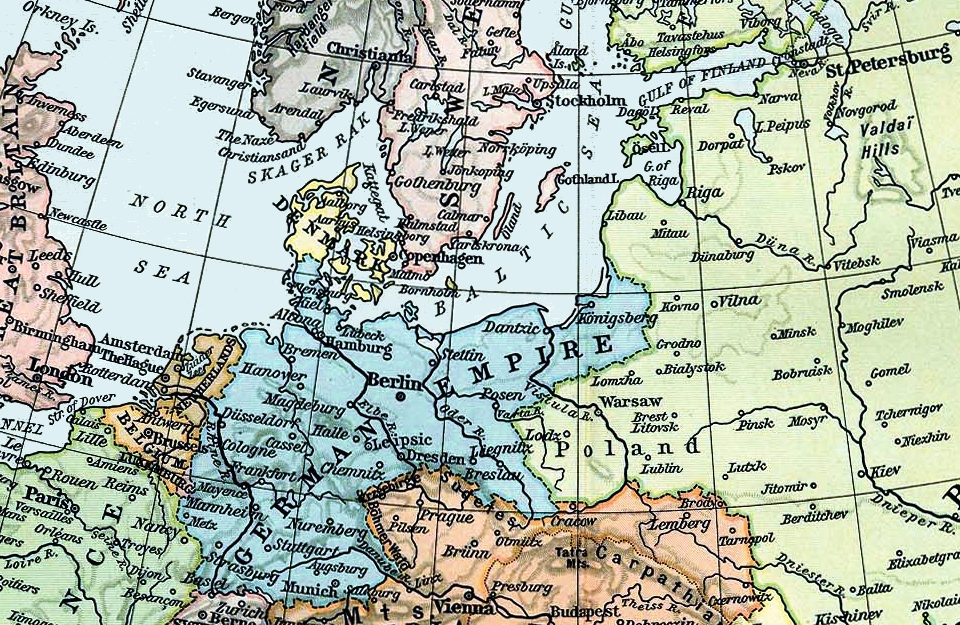
1911年的北海及波罗的海地图

自1909年底起，帝国海军开始用更现代化的无畏舰取代老式前无畏舰，首当其冲的是拿骚级。作为这一进程的一部分，黑森号原定于1914年8月26日被撤回预备役，其在第二分舰队的位置由新的无畏舰国王号取代，但在七月危机期间欧洲紧张局势升级，导致第一次世界大战爆发，打乱了这一计划。因此，黑森号继续在分舰队服役，成为公海舰队内最老旧的战列舰。随着德国于8月初加入战争，黑森号随分舰队余部被派往阿尔滕布鲁赫锚区，以支援易北河口、德意志湾的防御。10月，第二分舰队又前往波罗的海进行演习，但黑森号在10月26日穿越威廉皇帝运河时不慎搁浅，只得由拖船拖出。该部队在完成训练演习后于11月17日返回北海。
随后，第二分舰队加入公海舰队余部，向英国发动袭击。首个这样的行动是12月15日的突袭斯卡布罗、哈特尔浦及惠特比。第一侦察集群的战列巡洋舰（大巡洋舰）将攻击这些城镇，试图引诱一部分英国大舰队出来，而公海舰队的战列舰则从后支援，希望伏击并摧毁任何出动的英军部队。在12月15－16日夜间，由十二艘无畏舰和八艘前无畏舰组成的德国战列舰编队一度驶至距离英国一个孤立分舰队的6艘战列舰约10海里（19）的范围内。然而，与对方其它驱逐舰之间在黑暗中的零星冲突使得公海舰队时任总司令、海军上将腓特烈·馮·英格諾爾误判自己面对的是整个大舰队主力。根据德皇威廉二世的命令，为避免不必要的冒险，英格诺尔中断了交战并调转战列舰返回德国。
黑森号从1915年2月22日到3月6日在基尔的船厂进行维护，之后它于3月10日开始返回阿尔滕布鲁赫担当警戒值勤。分舰队操练于3月18日至4月1日在波罗的海进行，该舰继而于5月17－18日、29－30日和6月4－26日在基尔接受了进一步的短期维护；其中在最后一次返厂期间，它为锅炉安装了燃油辅助设备。这一年余下的时间里，黑森号都在北海度过，并参加了9月11－12日和10月23－24日的出击。从12月6日至23日，它前往威廉港维修，随后于12月25日至1916年1月20日在波罗的海参与分舰队训练。之后该舰立即前往汉堡的赖厄施蒂格船厂进行更广泛的维修，从1月22日持续至3月15日。3月26日，经过在波罗的海的再次操练后，黑森号已为进一步的进攻行动做好了准备。
4月5日，海军参谋本部决定定期派遣第二分舰队的舰只前往丹尼斯海峡担当警戒值勤。黑森号于4月10日至20日履行这一职责，然后由普鲁士号接替。黑森返回北海，并参加了4月24－25日对英国海岸的另一次攻击。这一次，战列巡洋舰群将炮击雅茅斯及洛斯托夫特。然而在前往预定目标的途中，战列巡洋舰塞德利茨号因不慎触雷而被迫提前返航。同时由于能见度不佳，此次行动很快被叫停，并在英国舰队尚未及拦截前离开。黑森号于5月4日前往丹尼斯海峡轮替普鲁士号，并在那里一直待到20日。它于5月23日回到阿尔滕布鲁赫与分舰队会合，开始筹备下一轮大规模的舰队行动。

#### 日德兰海战

英国（蓝）及德国（红）舰队在日德兰海战中的主要调遣图

黑森号参加了1916年5月31日至6月1日爆发的日德兰海战。它与五艘德国级战列舰组成了第二战列分舰队，受海军少将弗朗茨·毛弗指挥。欧洲中部时间5月31日02:00，海军中将弗朗茨·冯·希佩尔麾下的第一侦察集群战列巡洋舰启程驶向斯卡格拉克海峡，公海舰队余部于一个半小时后跟随出发。在“向北疾行”期间，时任公海舰队总司令的海军上将赖因哈德·舍尔下令全速追击正在撤退的英国第5战列分舰队。速度较慢的德国级舰只很快便显著落在更高速的无畏舰之后。至19:30，大舰队已经抵达现场，面对舍尔具有明显的数量优势。公海舰队受到速度较慢的德国级舰只的严重拖累；倘若舍尔下令立即转向回德国将会牺牲这些低速舰只。
舍尔决定用“掉头交战”来逆转舰队的航向，这一机动要求德军战列线上的每一艘舰同时转向180度。由于落在后方，第二分舰队的六艘舰无法在转向后遵循新的航向，并脱离了战列线。毛弗曾考虑将他的舰只移动至战列线尾端，跟随在第三分舰队的无畏舰之后；但当他意识到此举将会对希佩尔将军麾下的战列巡洋舰机动造成干扰后，他决定放弃这一举动。作为替代，毛弗试图将其舰只置于战列线的最前端。然而，当第二分舰队抵达战列线的领头阵位时，舍尔又下达了另一次“掉头交战”令，使它们置于公海舰队的后方。至21:00，舍尔已要求舰队完成第三次转向，但由于第二分舰队的速度缓慢，它们脱离了阵位，落到舰队非交战的一侧。
当天晚些时候，黑森号和德国级舰只执行了一项至关重要的阻击行动，掩护了德国战列巡洋舰的撤退。英国海军中将戴维·贝蒂麾下的战列巡洋舰在黑暗中袭击了德国同行，迫使后者转向西行规避；而毛弗则继续保持向南的航线，将他的舰只置于英、德双方战列巡洋舰之间。英国战列巡洋舰遂将注意力转向了前无畏舰群，后者随即改变航向，朝西南方向行进，以便将所有的火炮都能够瞄准英舰。在黑暗中，只能看到英舰的炮口火光；结果黑森号和第二分舰队余部均未开火。
6月1日凌晨03:00左右，一支英国驱逐舰群向德国战列线发动了鱼雷攻击。黑森号于03:07勉强避开了一枚鱼雷，但其正前方的波美拉尼亚号却于03:10被至少一枚鱼雷击中。据信，这枚鱼雷引爆了舰上的一个170毫米炮弹药舱，进而炸毁了该舰。黑森号舰上的官兵认为是潜艇击沉了波美拉尼亚号；于是在03:12，黑森号以主炮朝朝其假想的一艘潜艇开火。黑森号及其它几艘战列舰此后继续迎击假想中的潜艇，一次是在05:06，另一次是在05:13。其中在后一次中，黑森号和汉诺威号的组合炮火几乎命中了己方小巡洋舰斯德丁号和慕尼黑号，舍尔遂下令停止射击。至06:55，黑森号及西里西亚号又将皇帝号投下的水雷浮标误认为是潜望镜，并对其实施攻击。在海战过程中，黑森号共发射了五枚280毫米炮、三十四枚170毫米炮和二十四枚88毫米炮。它在交战期间没有受损。

#### 后续行动
日德兰半岛的经验证明，第二分舰队的前无畏舰对舰队中更现代化的部队是一个障碍，因此海军参谋本部决定将这些舰只撤出前线，以便其船员可以在其他地方更有效地运用。在1916年余下的时间里，黑森号在阿尔滕布鲁赫和丹尼斯海峡之间交替执行警戒任务。11月18日，它前往克劳特桑德岛协助在那里搁浅的无畏舰阿尔贝特国王号。从12月开始，黑森号在波罗的海被委任为靶舰；这是它在战争期间的最后一次服役。12月12日，在舰队服役11年之后，该舰退出现役并被解除武装。
此后，黑森号与老式岸防舰贝奥武夫号一同在布伦斯比特尔充当第一潜艇区舰队的供应母舰。在布伦斯比特尔作储备期间，黑森号被戏称为“最短航程号（SMS Kleinste Fahrt）”，因为其舰体上印有这样一个标识。舰只的四门280毫米炮被重新安装为列车炮，并运用于西方战线。澳大利亞陸軍于1918年8月8日俘获了其中一门，将它作为亚眠炮保存于堪培拉的澳大利亞戰爭紀念館。

### 国家海军及战争海军

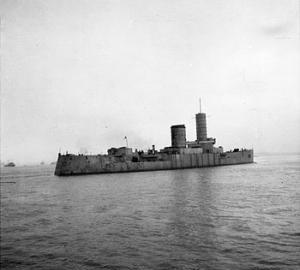
黑森号作为靶舰于1946年

随着德国在一战战败，德意志帝国海军按《凡尔赛条约》的要求被重组为国家海军。根据第181条款，新海军获准保留八艘前无畏战列舰，其中两艘将作为预备役用于岸防储备。黑森号是保留下来的战列舰之一，最初也是作为预备役的舰艇之一。经过改装、重新武装和略微现代化改造后，该舰于1925年1月5日重返国家海军服役。它重获原有的武器配置，除了三级炮；后者只收到了四门88毫米炮，另外四门为高射界的防空火炮。四具鱼雷发射管安装在主甲板的水上炮廓内，而筒形燃煤锅炉则被替换成了一对新的燃油锅炉。在进行了上半年的海试和单舰训练后，黑森号于6月加入了舰队前往挪威的巡航，这与战前和平时期公海舰队的夏季巡航相仿。舰队的训练演习则于同年晚些时候进行。
1926年初，黑森号的任受命前往冰雪结积的波罗的海为商船清理航道。在此期间，它还到访了拉脱维亚的利鲍和爱沙尼亚的雷瓦尔。随后，该舰又与时任舰队司令、海军中将康拉德·莫姆森的旗舰石勒苏益格-荷尔斯泰因号结伴，从5月12日至6月19日前往西班牙。航行期间，黑森号曾在大西洋中部的加那利群岛和佛得角停留。7月，它又携T-190号鱼雷艇出访诺伊法瓦泽；这是战后德国失去对但泽的控制权后，第一批访问当地的德国军舰。接下来的两年波澜不惊，直至1928年7月，黑森号才又搭载着时任国家海军总司令的海军上将汉斯·岑克尔出访挪威。另一次前往西班牙的巡航从1929年4月18日到5月9日在新任舰队司令、海军中将伊万·奥尔德科普的指挥下进行，他同样在石勒苏益格-荷尔斯泰因号升起自己的将旗。黑森号在旅途中分别经停了卡拉米尼亚尔、比拉加尔西亚和费罗尔。之后，该舰于8月30日前往瑞典斯德哥尔摩，并在当地停留至9月5日。
舰队于1930年展开了一次前往地中海的大规模训练巡航，从4月3日持续到6月16日。在这次旅程中，黑森号曾在诸多港口停留，包括西班牙的维戈、阿利坎特和加的斯，西西里岛的巴勒莫和锡拉库萨，以及意大利的威尼斯。在当年8月和9月的舰队训练演习后，它又访问了挪威的克里斯蒂安桑。舰队于1931年4月18日和19日出访波兰的希维诺乌伊希切，然后返回汉堡。黑森号于6月15日至7月3日在挪威近海巡航。同年，该舰的两门170毫米炮和四门低射界的88毫米炮都被移除。次年，它造访了哥特兰岛、奥斯陆和但泽，并于1933年再度前往雷瓦尔。1934年7月，黑森号在出访挪威的卑尔根和松恩峡湾后，参加了其最后一次年度舰队演习。它于9月25日从基尔启程，航行前往威廉港，并于11月12日在当地退役。其船员被派驻新式装甲舰舍尔将军号，后者取代了黑森号在舰队中的位置。
1935年3月31日，黑森号正式从海军名录中除籍，并被改装为一艘靶舰。其武器遭全数拆除，舰体长度有所增加，并安装了新的机械装置。更长的舰体为两个额外的水密舱室留出了空间，使其数量数量从原来的13个增加至15个。舰艛几乎完全夷平；这部分仅保留了一座烟囱，一根塔前桅，以及两个用于主炮塔的装甲炮座。黑森号原有的往复式发动机则换成了蒸汽轮机。该舰配备80名船员，但当用作标靶时可以通过远程控制操作。改造工程从1935年4月11日持续至1937年4月1日；随后它进行了海试，至7月12日被正式分配到此前已更名为战争海军的炮术训练部队。同年8月30日，轻巡洋舰莱比锡号成为第一艘以黑森号为标靶的军舰。
黑森号在第二次世界大战期间继续以此身份服役。1940年3月31日，该舰又行使破冰船的职能，为从基尔驶向北海途中的辅助巡洋舰亚特兰蒂斯号、白羊号和俄里翁号开辟航道。1946年1月2日，黑森号及其操控舰——前鱼雷艇闪电号在威廉港被割让予苏联。它与闪电号于1946年6月3日分别以“目标号”（Цель）和“炮声号”（Выстрел）之名投入苏联海军重新服役，并继续作为靶舰运作直至1960年报废。

### 引用
1. ↑  Herwig，第43–44頁.
2. ↑  Staff，第4頁.
3. ↑  Campbell & Sieche，第21–22頁.
4. ↑  Herwig，第57頁.
5. 1 2  Gröner，第18頁.
6. ↑  Grießmer，第177頁.
7. 1 2 3 4 5 6 7 8  Gröner，第20頁.
8. ↑  Dodson，第51頁.
9. ↑  Gröner，第19頁.
10. ↑  Gröner，第56頁.
11. 1 2 3 4 5  Hildebrand, Röhr, & Steinmetz Vol. 4，第148頁.
12. ↑  Staff，第7頁.
13. ↑  Hildebrand, Röhr, & Steinmetz Vol. 2，第237–238頁.
14. 1 2  Hildebrand, Röhr, & Steinmetz Vol. 2，第238頁.
15. ↑  Hildebrand, Röhr, & Steinmetz Vol. 2，第235, 238頁.
16. 1 2  Hildebrand, Röhr, & Steinmetz Vol. 2，第240–241頁.
17. ↑  Hildebrand, Röhr, & Steinmetz Vol. 2，第241–242頁.
18. 1 2  Hildebrand, Röhr, & Steinmetz Vol. 2，第242頁.
19. ↑  Hildebrand, Röhr, & Steinmetz Vol. 4，第148–149頁.
20. ↑  Staff，第24–32頁.
21. 1 2 3 4 5 6  Hildebrand, Röhr, & Steinmetz Vol. 4，第149頁.
22. ↑  Tarrant，第31–33頁.
23. ↑  Staff，第11頁.
24. ↑  Tarrant，第52–54頁.
25. ↑  Tarrant，第62頁.
26. ↑  London，第73頁.
27. ↑  Tarrant，第150頁.
28. ↑  Tarrant，第150–152頁.
29. ↑  Tarrant，第152–153頁.
30. ↑  Tarrant，第153–154頁.
31. ↑  Tarrant，第154頁.
32. ↑  Tarrant，第155頁.
33. ↑  Tarrant，第166頁.
34. ↑  Tarrant，第180頁.
35. ↑  Tarrant，第195頁.
36. 1 2  Campbell，第255頁.
37. ↑  Tarrant，第243頁.
38. ↑  Campbell，第300頁.
39. ↑  Campbell，第314頁.
40. ↑  Campbell，第315頁.
41. ↑  Campbell，第348頁.
42. ↑  Campbell，第359頁.
43. ↑  Hildebrand, Röhr, & Steinmetz Vol. 4，第149–150頁.
44. 1 2 3  Hildebrand, Röhr, & Steinmetz Vol. 4，第150頁.
45. ↑  François，第30–31頁.
46. 1 2  François，第30頁.
47. ↑  Sieche，第218頁.
48. ↑  Dodson，第57頁.
49. ↑  Hildebrand, Röhr, & Steinmetz Vol. 4，第150–151頁.
50. 1 2 3  Hildebrand, Röhr, & Steinmetz Vol. 4，第151頁.
51. ↑  Duffy，第8頁.

## 延伸阅读
- Dodson, Aidan; Cant, Serena. . Barnsley: Seaforth Publishing. 2020. ISBN 978-1-5267-4198-1 （英语）.
- Koop, Gerhard & Schmolke, Klaus-Peter.  [The Armored and Battleships of the Brandenburg, Kaiser Friedrich III, Wittelsbach, Braunschweig, and Deutschland Classes]. Bonn: Bernard & Graefe Verlag. 2001. ISBN 978-3-7637-6211-8 （德语）.